# لسه‌بو
لسه‌بو (به سوئدی: Lessebo) یک منطقهٔ مسکونی در سوئد است که در بخش لسه‌بو واقع شده‌است. لسه‌بو ۳٫۴۰ کیلومتر مربع مساحت و ۲٬۷۳۷ نفر جمعیت دارد.